# Albert Mensdorff-Pouilly-Dietrichstein
Albert hrabě Mensdorff-Pouilly-Dietrichstein (německy Albert Viktor Julius Josef Michael Graf von Dietrichstein-Mensdorff-Pouilly; 5. září 1861 Lvov – 15. června 1945 Vídeň) byl rakousko-uherský diplomat původem z francouzského rodu Mensdorff-Pouilly, který vlastnil rozsáhlé majetky na Moravě a v Čechách. Od mládí působil v diplomacii, v letech 1904–1914 byl rakousko-uherským velvyslancem ve Velké Británii.

## Rodina

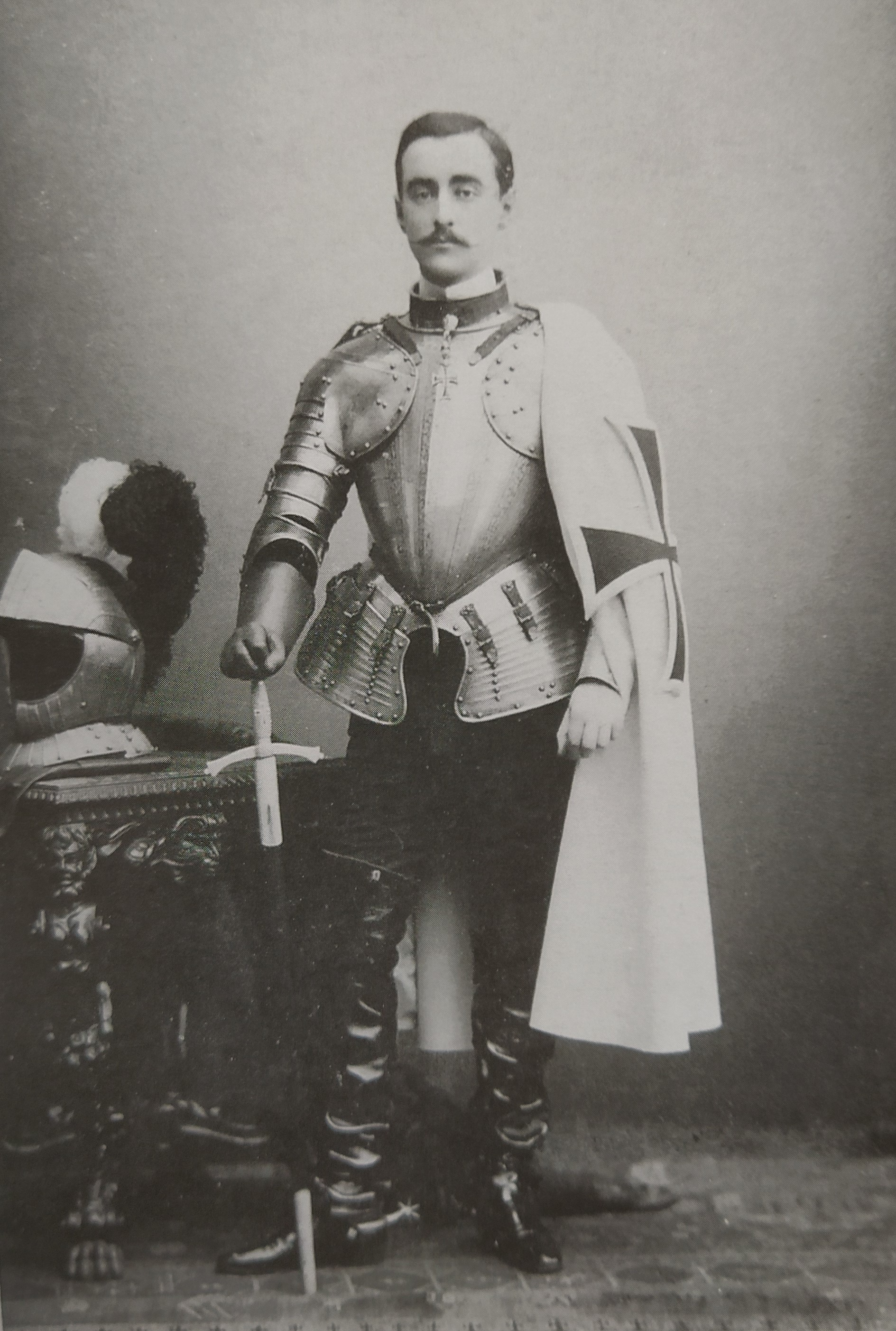
Hrabě Albert Mensdorff v uniformě rytíře Maltézského řádu (1889, sbírky zámku Mikulov

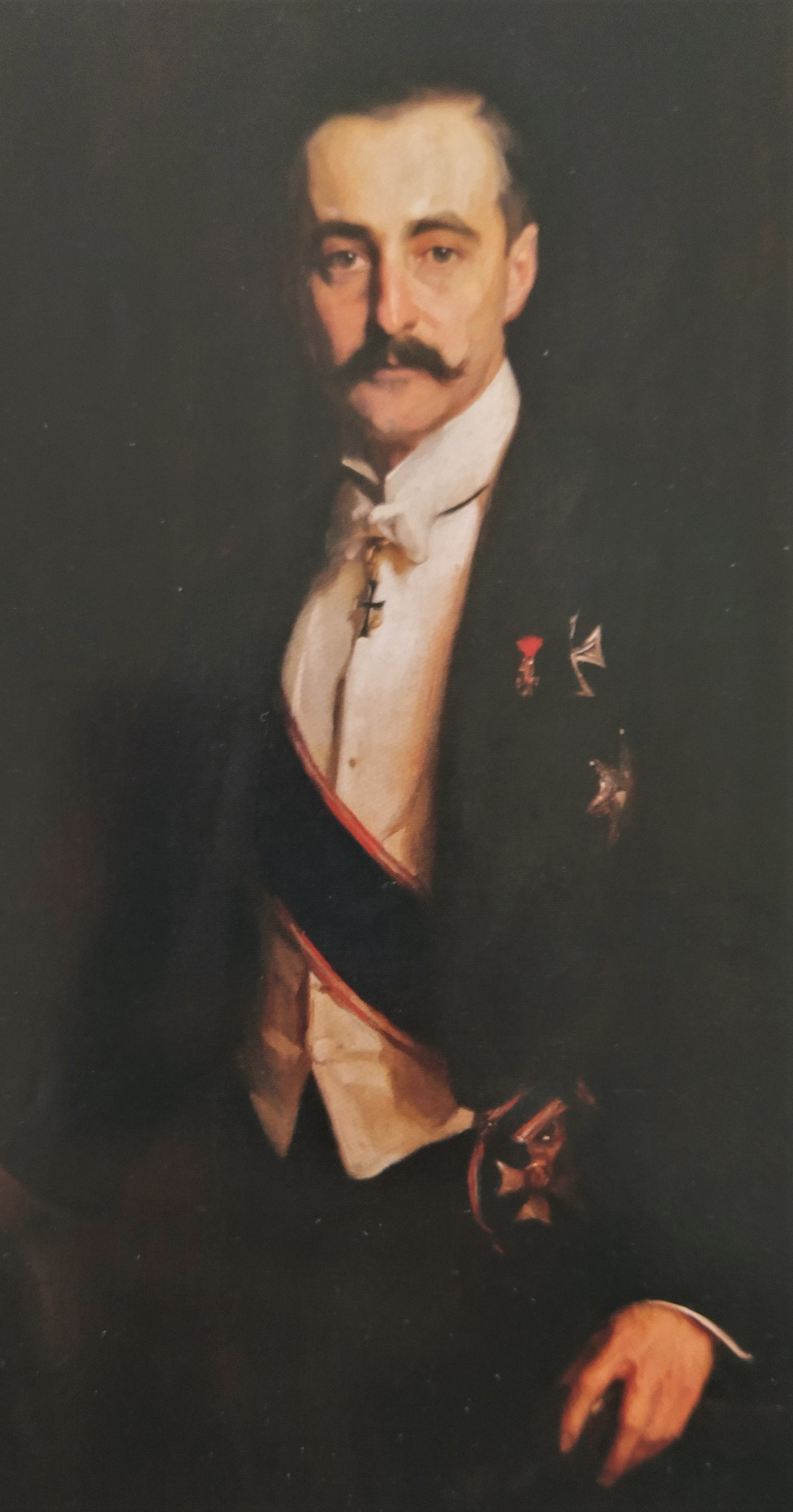
Hrabě Albert Mensdorff jako rakousko-uherský velvyslanec ve Velké Británii (1905, sbírky zámku Mikulov

Narodil se ve Lvově, kde byl jeho otec tehdy místodržitelem. Byl druhorozeným synem generála a rakouského ministra zahraničí knížete Alexandra Dietrichstein-Mensdorff-Pouillyho a hraběnky Alexandry Dietrichsteinové (1824–1906). Jeho starší bratr Hugo (1858–1920) byl dědicem knížecího titulu a statků na jižní Moravě v Mikulově. Na Moravě zůstala provdaná i sestra Marie Gabriela (1858–1889), manželka hraběte Huga Kálnokyho, majitele Letovic. Manželem mladší sestry Klotyldy (1867–1942) byl významný uherský politik hrabě Albert Apponyi.

## Diplomatická kariéra
Středoškolské vzdělání absolvoval na gymnáziu ve Vídni, kde pak pokračoval ve studiu práv na vídeňské univerzitě. Po složení diplomatických zkoušek vstoupil v roce 1884 do služeb rakousko-uherského ministerstva zahraničí, nejprve jako konceptní praktikant na ministerstvu ve Vídni. Od roku 1886 působil jako attaché v Paříži, téhož roku byl jmenován c. k. komořím. Od roku 1889 byl v Londýně velvyslaneckým tajemníkem, v této funkci pak v letech 1895–1896 pobýval v Petrohradu. Po návratu do Anglie byl v Londýně od roku 1896 velvyslaneckým radou. V letech 1904-1914 byl rakousko-uherským velvyslancem ve Velké Británii, v roce 1904 obdržel také titul c. k. tajného rady. Díky jeho příbuzenským vazbám na britskou královskou rodinu (byl bratrancem krále Eduarda VII.) byly i v době napjaté mezinárodní situace před první světovou válkou zachovány korektní diplomatické vztahy mezi Vídní a Londýnem. I když patřil k důležitým osobnostem rakousko-uherské diplomacie (například v době balkánských válek), jeho skutečný vliv s příbuzenskými vazbami na Sasko-koburskou dynastii byl značně přeceňován. Na blízkých vztazích s řadou evropských panovníků si ale celoživotně zakládal a během života se zúčastnil pěti korunovací (britských králů Eduarda VII., Jiřího V. a Eduarda VIII., ruského cara Mikuláše II. a rakouského císaře Karla I.). Na pohřbu Eduarda VII. v roce 1910 se pozdravil s osmi monarchy, kteří všichni byli jeho příbuznými.
Po začátku první světové války se vrátil do Vídně a příležitostně byl pověřován dalšími diplomatickými úkoly a v roce 1917 byl jmenován doživotním členem rakouské Panské sněmovny. V roce 1918 byl jedním z kandidátů na funkci rakousko-uherského ministra zahraničí, jako anglofila jej ale odmítl spojenecký Berlín. Po válce byl účastníkem mírových jednání ve Versailles, kde zastupoval Rakouskou republiku, zatímco jeho švagr Albert Apponyi zastupoval Maďarské království. I když byl po zániku monarchie penzionován, uplatnění našel i v Rakouské republice a v roce 1919 byl jedním z vyjednavačů u vzniku Společnosti národů.
Později žil převážně ve Vídni, několikrát ale ještě navštívil Velkou Británii. Nakonec zemřel ve skromných poměrech v nemocnici ve Vídni 15. června 1945 ve věku 83 let.
Za zásluhy byl nositelem velkokříže Leopoldova řádu (1908), řadu vyznamenání obdržel také od zahraničních panovníků. Od britské královny Viktorie získal komandérský kříž Viktoriina řádu (1897), po její smrti se stal nositelem velkokříže téhož řádu (1901). Dále byl nositelem ruského Řádu sv. Anny, norského Řádu sv. Olafa, tureckého Řádu Osmanie, bulharského Řádu sv. Alexandra a několika dalších (Konstantinův řád sv. Jiří, Vévodský sasko-ernestinský domácí řád). Kromě toho byl čestným rytířem Maltézského řádu a Německého řádu.